# 淫獄団地
『淫獄団地』（いんごくだんち）は、原作：搾精研究所、漫画：丈山雄為による漫画作品。ニコニコ静画内のウェブコミック配信サイト『ドラドラしゃーぷ#』（KADOKAWA）にて、2021年1月8日より連載中。
成人向けCG集『搾精病棟〜性格最悪のナースしかいない病院で射精管理生活〜』の作者である搾精研究所が原作を担当しており、作品自体は全年齢向けとなっているが、過激な描写も多く存在する。
単行本1巻発売時には、杉田智和・優木かなが出演するPVが公開されている。
1話公開時からSNSで話題を呼び、2話前編の投稿時にはアクセスが集中しサーバーが不安定となったことから、システム管理者が対処を行った。2023年1月時点におけるコミックスの累計発行部数は、紙と電子を合算して20万部を目前としている。

## あらすじ
青年ヨシダは、女性の変質者が出没するという噂のある団地で管理人をすることになる。住人カタギリからの忠告を受け夜間に見回りをしていると、怪しい服「リビドークロス」を着て異常な行動をしている人妻を発見する。団地内で次々と起こる事件を解決し、ヨシダは団地内にはびこるリビドークロスの真相に近づこうとする。

## 作中用語

### リビドークロス
それぞれの識別名が書かれたアタッシュケースに入れられた状態で女性住人の元に届けられる謎の服。着用すると自らの欲望を抑えきれず暴走する。

殆どのリビドークロスはボンデージや水着のような露出度の高いデザインで、首元には「共振石」と呼ばれるクリスタル状のアクセサリーが取り付けられている。
| 名称                    | タイプ         | 兵装 | 装着者     |
| ----------------------- | -------------- | --- | ---------- |
| Kidnapper（誘拐魔）     | 捕獲特化型     | 手首に仕込まれた手錠付きワイヤーで対象の首や手足に投射して対象を捕縛する。                                                                                                 | ワタナベ   |
| Scatter（ばら撒き魔）   | ばら撒き特化型 | 前腕に装着されたベルト給弾式のシューターから粘着力の高いシールになった写真を射出する。                                                                                     | イチノセ   |
| Slimy（粘液魔）         | 粘液特化型     | 背中に背負ったタンクの中のローションを付属の水鉄砲で射出する。対象を転ばせる「弱」、ヌルヌルプレイ用の「中」、相手の動きを封じる「強」で射出するローションの粘度を選べる。 | ミズタニ   |
| Roly-poly（引き籠り魔） | 防御特化型     | ダンゴムシのような外装で、その装甲は一度閉めるとどんな攻撃から身を守るシェルターになる。                                                                                   | サナモリ   |
| Pussy cat（寝取り魔）   | 機動力特化型   | 猫のようなデザイン。共振石の効果で強化された身体能力によって腕のカギヅメと足のスパイクで地面を高速移動し、壁や屋根を縦横無尽に飛び回る。                                   | シキジョウ |
| Bacchus（酒乱魔）       | 噴霧特化型     | 無数に取り付けられた超音波霧化装置によって度数の高い酒を直接蒸気に変えて周囲に散布し、無差別に人々を昏倒させてしまう。                                                     | サカクラ   |
| Tentacles（触手魔）     | 触手特化型     | 背中・両腕・両足に取り付けられた装着から触手を出し、他者を触手プレイに引きずり込む。その触手は装着者の指と連動し、自在に操ることが可能。                                   | イカヤマ   |

#### プレミアムリビドークロス
バニシング排斥婦人会（A級人妻）が所有する上位モデルのリビドークロス。危険度Bの人妻たちが束になっても敵わない程の強さを誇る他、爆発的な変態力を発揮できる「性癖第二解放」という切り札がある。

通常のリビドークロスと異なり、アタッシュケースを開ければすぐに装備可能な仕様になっている。
| 名称                    | タイプ                              | 兵装 | 性癖第二解放 | 装着者   |
| ----------------------- | ----------------------------------- | --- | --- | -------- |
| Justice（正義魔）       | 肉体強化型                          | 他のリビドークロスと比べると露出度は低いが、アメコミのヒーロースーツのようなデザインをしている。必殺技は攻撃を受けた箇所を瞬時に硬化させる「ジャスティスガード」、筋力を2倍に増強する「ジャスティスパワー」。 | 性癖第二解放で「スーパー正義マン」に進化すると、スーツが破けて露出度が増えると同時に能力が全強化される。更には背中から生えたジェットで短時間の高速飛行が可能となり、空を飛ぶ自身の体ごと突進する「ジャスティスミサイル」を必殺技とする。 | ショウダ |
| Scapegoat（被虐魔）     | 他者干渉型                          | 体は縄で亀甲縛りされ、頭部に怪電波を出すヘッドホンが備わっている。SとMと書かれたマーカーを相手に貼り付け、Sのマーカーを貼られた者はドS中枢を刺激され、Mのマーカーを貼られた人間を攻撃するようになる。 | 性癖第二解放で「弩S転換（サディスティック・コンバート）」に進化すると、ヘッドホンが悪魔の角のような形状に変化し、黒いオーラを纏いながら俊敏な動きで相手を翻弄する。必殺技は相手の腹部に連続でパンチを浴びせる「ポンポンクラッシュ」、相手のガードも貫通する「ポンポンフラッシュ」。他にも瞬時に防御特化したドMモード（「弩M転換（マゾヒスティック・コンバート）」）に切り替える「瞬速コンバート」も得意とする。 | アンドウ |
| Revenger（復讐魔）      | 放出特化型                          | 魔法少女をイメージしたようなデザイン。ステッキから火・水・風・殴・斬・光・闇・淫の全属性中距離攻撃が可能。必殺技はアサルトモードに変形させたステッキから光線を放つ「神速レインボーパニッシュ」。 | 性癖第二解放で「復讐の魔女ツージー」に進化すると、髪が黒髪に変化し、魔女の帽子をかぶり、素肌に紋様が浮き出た魔女のようなデザインに変化して露出度も増える他、ステッキの形状もより魔法少女らしいデザインに変化する。禁断の爆属性を中心とし、パートナーの淫獣（正確にはドローン型爆薬庫）ヘッコから取り出す様々な爆弾を相手に打ち込んで攻撃を仕掛ける。                                                            | ツジサキ |
| Great mother（母性魔）  | 拘束特化型                          | 阿修羅、または愛染明王をイメージしたようなデザイン。搾乳機に接続された哺乳瓶と布団叩きを持ったサブアームが2対取り付けられている。いないいないばあっで血の涙を流す鬼のような『躾』の形相と普段の穏やかな笑みをした『慈悲』の形相の2つの顔を持ち、瞬時に切り替えることができる。                                        | 性癖第二解放で「暗黒聖母」に進化すると、素肌に紋様を浮かべた釈迦如来のような姿に変化し、体に黒い蓮の花と蓮の実が付いた触手を生やした姿となり、恐ろしい笑みを浮かべた『修羅』の形相を露わにする。 | アイゼン |
| Thousand Eyes（情報魔） | 監視型→監視・放出型（性癖第二解放） | 「Justice」及び「Hypnos」程ではないにせよ、他のリビドークロスと比べると露出度は若干低いが、レオタードにグローブ、ニーハイブーツ、目元を覆うゴーグルにヘッドフォンといった、SFをイメージしたようなクロス。団地全体に仕掛けた1000台の監視カメラの映像情報を全身で感知し、住人たちのあらゆる行動を把握することができる。 | 性癖第二解放で「サウザンドストーカー」に進化すると、クロスの露出度が増加し、目元のゴーグルは左目を覆うモノクルに変化する。団地に仕掛けられた1000台の監視カメラを三角形の小型ドローンに変形させ、内蔵されたリチウムイオン電池を発火させることで一斉攻撃を仕掛けられるが、一度きりしか使えない。 | ハセガワ |

#### オメガリビドークロス
未確認反社会人妻（S級人妻）が所有する上位モデルのリビドークロス。

通常のリビドークロス、並びにプレミアムリビドークロスは各クロスごとにアタッシュケースのデザインが異なっており、淫紋のようなシンボルが印されているが、オメガリビドークロスはギリシャ文字のオメガによく似たシンボルが印された漆黒のアタッシュケースで統一され、首元には黒い「共振石」が取り付けられている。また、プレミアムリビドークロス同様、アタッシュケースを開ければすぐに装備可能な仕様になっている。更にはプレミアムリビドークロスの「性癖第二解放」と同様、爆発的な変態力を発揮できる「フェイバリット」という切り札がある。

クロスの名称はギリシャ神話の神々やそこから派生したローマの神にちなんで付けられている。
| 名称                  | タイプ                                  | 兵装 | フェイバリット | 装着者                       |
| --------------------- | --------------------------------------- | --- | --- | ---------------------------- |
| Hypnos（催眠魔）      | 干渉型                                  | 通称「催眠兵器」。「Justice」同様、他のリビドークロスと比べると露出度は低いが、ボディーラインが浮き出た黒の全身タイツに無数の邪眼を浮かべたマントを纏い、オメガリビドークロスのシンボルが印された黒い警帽を被っている。最先端のオブトジェネティクス技術によって邪眼から放たれる光線で見た者の脳細胞に直接干渉し、記憶の書き換えや消去、半永久的に解けない催眠をかけることもできる。 | | ハイバラ                     |
| Pluto（暗殺魔）       | 変化型                                  | 通称「不可視兵器」。全裸に布が巻き付いただけという、「Great mother」以上に露出度の高いクロス。その正体は強力な光学迷彩能力を持った、所有者の意のままに動きや形を変える液体金属。普段着用している雨合羽はこれが変形していたもので、透明になる効果以外にも、この布を触手のように操り相手を攻撃することができる。ナイフのようなスライサー形態、バリアを張るシールド形態、拘束具のチェイン形態、戦闘服のアサシン形態にそれぞれ変形する。必殺技はくノ一のような姿に変身し、流体金属で自分の分身を作り出して相手に奇襲を仕掛ける「人妻分身」。 | | シラカゲ                     |
| Hera（共振魔）        | 放出型/干渉型（フェイバリット技）       | 通称「共振石量産兵器」。黒い大幣のような杖を所持し、肩と背中、腹部が露出した黒い巫女のようなクロス。ライコウの夫であるAI「ダンナ-11OT」に蓄積されたデータを自身の肉体を媒体とすることで共振石を生み出すことができる。尚、「共振石量産兵器」の名を冠する通り、これまでのクロスと異なり、戦闘力は皆無。 | 持っている大幣を「ヘーラーフェイバリット」という軍配型の道具に変化させると、これまで生成した共振石を暴走させ、これを身に着けた（S級以外の）変態人妻達の性欲を一気に大爆散させる「レギオン（人妻の軍勢）」を発動させることができる。さらにレギオン化した共振石は破壊してもネザコが踊るソーラン節によって瞬時に再生する。 | ネザコ                       |
| Pandemonium（融合魔） | 強化・拘束型/強化型（フェイバリット技） | 悪魔をイメージしたようなデザイン。「合成人妻」という肩書と「二人で一人のS級人妻」の宣言から、キリタニは左肩、ヌマジリは右肩から悪魔のような翼を、キリタニのみ尻尾を生やしており、両者共に頭から生えた角を合わせたような様相をしている。アームカバーもキリタニは右腕のみ、ヌマジリは左腕のみで、ニーハイブーツと共にそれぞれ黒（キリタニ）と白（ヌマジリ）と色違いになっている。必殺技はヌマジリが黒いマスクを外して発する「エンドレス・ネチネチ」による不快な粘着で相手の動きを封じ、その間にキリタニが背中から抜いたバニシングブレードに電線から電気を溜め、それを相手に叩きつける「バニシング・ブレイク」。                                | ヌマジリが発する「暗黒人妻チャント」をバニシングブレードに付与することで禍々しい呪言とオーラを帯びた妖刀「男滅悪妻剣（おとこめつあくさいけん）」を変化させることができる。 | キリタニ・ヌマジリ           |
| Chaos（混沌魔）       | 強化・放出型                            | 防御力の高い鎧「カオスアーマー」、伸縮自在の物干し竿型の槍「カオスモノホシ」、お風呂の栓型の拘束武器「カオスチェーン」、キャストオフ可能の「カオスパンツ」、更にはボルタッククローをはじめとする憂国商事製の兵器が装備されているクロス。リビドークロス開発者であるライコウが「最高傑作」と評する程の戦闘力を秘めているが、常時暴走状態な故、付属する「カオス・コントローラー」で制御されているが、コントローラーに内蔵されたスイッチを押し、カオスレベルを上げる事でさらなる能力を発動することができる。必殺技はカオスチェーンで拘束した夫で相手を攻撃する「ダメ夫フレイル」、カオス・モノホシで相手を絶頂に立たせる「カオス・グングニル」。 | | カタギリ（カオス・ヒトヅマ） |
| Lucifer               | 不明                                    | 通称「人類妻変兵器」。巨大な黒い共振石に頭には角が生え、背中には6枚の翼、手袋とブーツに胸をかろうじて隠しているだけのクロス。本来はリズを救うために神のリビドークロス「イデア」を生み出すはずが、「ダンナ-11OT」にインプットした全ての変態人妻のデータによって、全ての共振石を取り込み邪悪な力と共に誕生し、「堕天妻ルシフェル」として復活を果たしたリズも明らかに文字化けした意味不明な言動で話している。 | | ヨシダ リズ                  |

#### リビドークロス関連
共振石（きょうしんせき）
全てのリビドークロスに取り付けられているクリスタル状のアクセサリー。
これを破壊すると機能が停止し、クロスの装着者も意識を失う他、生体電流に反応する性質で、増強された生体電流を流すと過剰反応で自壊する。また、共振石には装着者の性欲を操る効果もあり、対応するリモコンを使用することで装着者の性欲を自在に操ることもできる。
通常のリビドークロスに取り付けられている共振石は複製可能だが、プレミアムリビドークロスの共振石の複製が簡単ではないらしく、量産は難しいとされている。他にも稀に起きる症状として、共振石が引き起こすせん妄症状によって暴走するというリスクもある。
実はヨシダの母・リズが共振石の開発者であり、学生時代にネザコからお守りとして貰ったパワーストーンを元に、ネザコと共に入学したアンゴルモア憂国大学でライコウの協力も得て開発に及ぶも、少しでも適合しないと脳波が乱れ、最悪の場合は昏睡状態に陥る危険な代物とされたため、当時の開発は難航していた。
また、第39話にて描かれたリビドークロスの生成方法は、オメガリビドークロスを装着したネザコが本来膨大な人員と時間が必要とされる共振石を生成し、更に高性能3Dプリンターで石に合う性能のクロスを瞬時に生成するものと判明。
イデア
ネザコがリズの病気を治したい一心から長年の研究の末に完成させた共振石。しかし、ポロリ発作を受け入れた末に結婚して一児の母となったリズは受け取りを拒否するが、これに逆上したネザコが持っていた「イデア」でマモルに殴り掛かるも、これを庇ったリズの頭部に直撃すると謎の光が放たれると同時に意識を失い、昏睡状態に陥った。

### 憂国商事関連
憂国商事
カンザキが勤めている謎の会社。無為無用にハイスペックな謎の商品を開発しては団地の住民に数十万などのぼったくり価格で押し売りしている。しかしその技術力はオーバーテクノロジーそのもので、過剰な性能の生活用品ばかりを販売している。
その実態は「反社組織のボスであるカバネの逮捕」、「人妻兵器の調査研究」を目的とした公安警察で結成された組織であったことが判明。
ヘキサゴン
ヨシダがカンザキによって無理矢理購入させられた羽毛布団。価格は税込み30万円。
一見すると普通の羽毛布団だが、驚異的な防御力を誇り、キリタニが起動した自爆装置からヨシダやツジサキを至近距離での爆発から守りきった。
ボルタッククロー
ヨシダが入手したグローブ型の装備。価格は10万円。通称「電撃兵器」。
カンザキ曰く「手かざし療法強化器具」らしく、生体電流を増幅する機能があり、手に装着するだけで放電が起きるほどの出力を誇る。また、S級人妻の一人であるカバネも右手にボルタッククローと思わしき装置を装備している。
ボルタックアーム
アームサポーター型の運動補助装置。通称「剛力兵器」。
バニシング執行部隊によって住人の夫婦と共に運び出された家財道具の中から出てきたアイテムで、ヨシダは夫婦の引っ越しを手伝った謝礼として譲り受けた。
ボルタックソード
ヨシダの父がカンザキによって無理矢理購入させられた棍棒。価格は20万円。
超振動で触れたもの全てを無力化させることができる他、振動の強弱で威力調整することによって切断能力も持つことも可能。
ボルタックレッグ
上述のボルタッククロー、ボルタックアームと共にオメガリビドークロス「Chaos」に装備されている装置。通称「機動兵器」。
機動兵器の名を冠した通り、機動力を向上させ、強力なキックを放つことができる。
ボルタックスーツ
カンザキの夫がS級人妻に対抗するべく、ライコウのデータを参考に憂国商事が作り上げた対変態人妻決戦兵器。リビドークロス同様、アタッシュケースに入れられている。
カンザキの夫曰く、選ばれし者のみが装着できると語っていたが、スーツ自らがヨシダを適合者として選んだ。
第一形態である力の管理人『アトラス』はヨシダの体に完全に馴染んでいない為か、左半身のみの装着であるものの、この状態でもオメガリビドークロス「Pandemonium」の攻撃を無効化し、ボルタックの全体的な能力も強化される。必殺技は箒型の武器「ボルタックブルーム」から放つ浄化光線「ボルタッククリーナー」で、リビドークロスと共振石のみを消滅させる効果を持つ。

### その他
人妻危険度ランク
カタギリらが作成している、団地内の危険人物をまとめたリスト。ランクはB・A・Sの3つに分かれている。
危険度B
犯罪兆候のある人妻。気を付けて接すれば害はないと言われている。
危険度A
凶悪ママ友集団。他の家族を強制退去に追い込む陰湿なイジメを行う。
危険度S
未確認反社会人妻。正体不明だが関わったら死ぬと言われている。
ドジうさポロリ
デフォルメされたうさぎのキャラクター「ぽろり」を主人公としたアニメ作品。作中では5963話まで放送されている長寿作品とされている。
一見すると可愛らしい子供向け作品で、ヨシダやサナモリもこの作品のファンであるが、子供向けらしかぬ内容も含まれているため、一部の者（特にアイゼンやネザコ）には「教育に悪い有害アニメ」「サタンアニメ」と罵倒される等、「子供に見せたくないアニメ」同然の扱いをされている。
ポロリ発作
下ネタを知覚すると発作が起こって理性が崩壊し、下品な言動に及んでしまうとされる謎の奇病。
学生時代のリズはある日の授業中に教師のミスでテレビに流れたドジうさポロリを見たことでこの症状が出てしまった。
ペシミズム厭世病院
ヨシダの父やツジサキとの戦闘で負傷したヨシダが入院した病院で、アイゼンの勤務先でもある。
ミリオン女神女学院
リズとネザコが学生時代に通っていたお嬢様学校。
アンゴルモア憂国大学
リズとネザコ、ライコウが通っていた大学。リズはその頃に共振石を開発するが開発は難航し、教授を説得して大学からの研究費の援助を申し出ようとするも断られ、その時のトラブルが原因でリズら三人は退学になってしまった。

## 登場人物

### 団地の住人
ヨシダ
主人公の青年。フルネームはヨシダ マモル。父親が入院することになったため、代理として団地の管理人を務めている。
人妻との戦闘ではしょっちゅう服を破かれている。
カタギリ
2号棟在住の女性。団地で問題ごとが起こるとすぐヨシダに報告する。「人妻危険度ランク」をママ友と共有している。
人妻でありながら、ヨシダに対して次第に密かな想いを寄せるようになり、中盤ではヨシダを愛人にしようと迫るも、それを拒否されてしまう。しかしヨシダへの想いを断ち切れずにいたが、ハセガワから夫の不倫の事実を突き付けられて精神崩壊を起こし、彼女からオメガリビドークロスを与えられ、「カオス・ヒトヅマ」としてヨシダの前に立ちはだかることになる。
更なる詳細は#未確認反社会人妻参照。
ゴウダ
5号棟在住の女性。空手の達人で、強靭的な腕力と身体能力の持ち主。普段は夫や息子との家族仲は極めて良好だが、夫の浮気に直面すると、怒り任せに大暴れして夫を病院送りにしたり、部屋を半壊状態にしてしまうほどの凶暴性を秘めている。

#### 変態人妻自助の会
リビドークロスを受け取ったB級人妻が団地の住人達や婦人会による迫害や締め付けから身を守るために設立した自助グループ。
ワタナベ
声 - 優木かな
1号棟の住人。危険度B。学童擁護員のボランティアを行っているが、子供への過度なスキンシップから、ショタコンであると言われている。
イチノセ
声 - 優木かな
2号棟の住人。危険度B。自分の裸の写真を団地付近にばらまき、住人や少年に見せることで、自分の体の魅力を分からせようとしている。
ミズタニ
声 - 優木かな
3号棟の住人。危険度B。ローションプレイを好んでいるが、ローションを大量に使用するため、水道管を詰まらせるなどの行動が団地内で問題視されている。
サナモリ
声 - 優木かな
4号棟の住人。危険度ランクにはランクインしていない。普段は常識的な人妻で、一見すると子供と見紛うほどの小柄な容姿の持ち主。カンザキに付きまとわれたため、セールスや他者との接触を異常に怖がり、ダンゴムシ状の容器（リビドークロス）に引き籠っている。
シキジョウ
5号棟の住人。危険度B+。他人の夫を寝取る性癖の変態人妻。
サカクラ
6号棟の住民。危険度B+。夫を早くに亡くした未亡人で生活が荒んでおり、酒を浴びるように飲む酒乱。元はトラックの運転手だが、職場結婚した夫を仕事中の交通事故で亡くしてから更に酒癖が悪くなってしまった模様。
イカヤマ
8号棟の住人。危険度B。普段はカタギリと交友関係を持つ常識的な人妻だが、幼少期に見たアニメで触手拘束されるヒロインを見て触手フェチに目覚めた。変態人妻としての性癖が明らかにされてからは、サナモリと一緒にいることが増えている。

#### バニシング排斥婦人会
A級人妻を中心とした組織。団地の真の支配者にして、リビドークロスを団地にばらまいていた諸悪の根源。トライデント及びフォークに刺さったソーセージのようなものにBHFと書かれたものをシンボルマークとする。
キリタニ
危険度Aの「バニシング排斥婦人会」会長で「調教魔」。女王様気質のドS。
ヌマジリ
危険度Aの「バニシング排斥婦人会」副会長で「粘着魔」。ネチネチとした言葉責めを行う。
アイゼン
声 - 優木かな。
「母性魔」。フルネームはアイゼン ホノカ。表向きは母性のあふれる善良な人妻だが、その本性は自分の思想に反するもの全てを排除しようとする危険思想の持ち主。「バニシング排斥婦人会」前会長。
ハセガワ
「情報魔」。変態人妻の情報を入手し、それを”依頼主”に送信することで、リビドークロスの供給を受けている。
シラカゲ
「覗き魔」。姿を隠すレインコートを使って、リビドークロスを変態人妻の家に届ける。
一人称は「僕」で、夫とは良好な夫婦仲の新婚。夫からは「シロちゃん」の愛称で呼ばれている。
更なる詳細は#未確認反社会人妻参照。
バニシング執行部隊
キリタニの指令で彼女の気に入らない住民の排除から買い出しまでこなす部隊。
ショウダ
「正義魔」。フルネームはショウダ マサミ。異様に大きな体躯で、変態行為を働いた人妻を暴力で罰する。
アンドウ
「被虐魔」。筋金入りのドMで、キリタニの奴隷。
かつてはブラック企業に勤めており、そこで現在の夫から暴力や暴言、さらにはセクハラを受けたのが切っ掛けでドMに目覚めたが、夫が結婚・妊娠を機に改心したため、欲求不満のあまりにキリタニを心酔している。
ツジサキ
「復讐魔」。ツインテール・ロリータファッションで暴力を行う。
普段はコンビニでパートをしているもののが、接客態度はお世辞にもいいとは言えず、気に入らない客や相手に対して「全属性攻撃レインポーパニッシュ」をはじめとする過激な仕返しを仕掛けてくる。
学生時代は気弱ないじめられっ子で、同級生の女子たちから陰惨ないじめを受けた末、いじめグループに過激な仕返しを仕掛けたことが切っ掛けで現在の性格に豹変した。

#### その他の住人
ヨシダの父
声 - 杉田智和
団地の管理人を務めていたが、体を壊し入院し、息子のマモルを管理人代理を頼むが、その時に団地の住人の異常さ、特に狂気に満ちた人妻達の危険性を警告する。
実は以前から出没していたとされる変態人妻達と対峙していたが、なぜか警察に相談しても全く相手にされず、独自に調査していたが、バニシング排斥婦人会の襲撃に遭い、重傷を負ったことが判明。
ヨシダ リズ
ヨシダの母親。家族思いの優しい母親だったが、現在は行方不明とされている。
更なる詳細は#関係者参照。
人妻の夫たち
イチノセ夫
品性下劣だが、一応妻と比べるとまともな性格をしている。
ミズタニ夫
妻と比べるとまともな性格をした常識人で、ローションプレイを好んで大量のローションを度々使い込む妻の悪癖に困り果てている。
サナモリ夫
妻の特殊な趣味を尊重し、大事にしている良識人。妻からは「クマさん」の愛称で呼ばれている。
ゴウダ夫
普段は妻との夫婦仲は円満だが、かなりの浮気性らしく、自身の不貞が原因で度々妻の逆鱗に触れては、病院送りにされている。
ショウダ夫
普段はぐうだらだが、性根は家族思いの温厚な人物で、妻との夫婦仲も至って円満。
シラカゲ夫
妻思いの良心的な人物で、夫婦仲も至って円満な新婚。妻からは「パパちゃん」の愛称で呼ばれている。
元々は共振石が人妻しか使えないという使用条件を満たすため、ハイバラがシラカゲの夫役として用意した「催眠豚2号」であったが、現在は催眠術も関係なく、シラカゲに対して純粋な愛情を抱いている。
アンドウ夫
かつて妻が務めていたブラック企業の上司で、度重なる暴力や暴言、セクハラで彼女の人格形成や性癖に大きな影響を与えたが、妻との結婚・妊娠を機に改心。妻へのこれまでのパワハラに強い後悔の念と罪悪感を抱いており、妻や彼女が身ごもっている子供とは普通の家庭を築くことを望んでいる。
ツジサキ夫
ホスト風の若い男性で、ミズタニ夫と同様、妻の悪癖にドン引きしつつも、妻と比べるとまともな性格をした常識人。
カタギリ夫
妻とはかつて彼女がOLとして勤めていた中小企業で出会い、社内恋愛の末に結婚した。表向きでは優秀な人物だが、家ではぐうたらなダメ人間であり、その裏でキリタニと不倫していた上にマンション購入のための資金を彼女に貢いでいた。
アイゼン夫
妻の行き過ぎた教育をよく思わず、それを聞き入れようとしない妻から強引に団地を追い出され、別居を強いられていた。しかし、妻がハイバラの能力で精神崩壊を起こした後に団地に戻ってきたが、息子共々妻のあまりの変貌ぶりにドン引きしていた。
ハセガワ夫
ステレオタイプなオタク像そのものな男性。ショウダ夫以上にぐうたらで、妻や団地で起きている事件には無関心。
団地の子供たち
ケン
ゴウダの息子。フルネームはゴウダ ケン。母親譲りの活発な性格で、空手を習っている。
タダシ
ショウダの息子。フルネームはショウダ タダシ。母親思いで、年相応の無邪気な性格。
ケンスケ
アイゼンの息子。フルネームはアイゼン ケンスケ。母親からは溺愛されているが、将来は文部科学省事務次官になるよう言い聞かされ、普段は自分の部屋に監禁されながら勉強を強いられているが、避難はしごから脱出してエロ本やイチノセの裸の写真をこっそり集めることを趣味としている。

### 未確認反社会人妻
神秘的な超能力とオーバーテクノロジーを持つとされており、関わったら死ぬと言われている、S級人妻の総称。バニシング排斥婦人会とも深い繋がりを持っているらしい。
ハイバラ
「催眠魔」。変態人妻関係の事件を揉み消し、婦人会と裏でつながっている女刑事。
シラカゲ
「暗殺魔」。表向きでは婦人会のメンバーの一人だが、その正体は婦人会と繋がっている反社組織の潜入工作員。
かつては物心つく前に両親を失った戦災孤児で、その時出会ったカンザキに拾われ、組織の一員となった。
正体判明前は#バニシング排斥婦人会参照。
カオス・ヒトヅマ
「混沌魔」。ヨシダの入院に伴い、キリタニとヌマジリが代理管理人になって以降に加わった婦人会の新メンバー。団地や住民を恐怖と混沌に陥れる存在で、B級人妻やA級人妻が束になっても敵わないとされている。
その正体は結婚の暗黒面に陥ったカタギリ。
更なる詳細は#団地の住人参照。
三賢妻（さんけんさい）
ネザコ
「共振の妻」。舌足らずな喋り方が特徴的で、ヨシダの母親・リズとは瓜二つの容姿をした女性。
リビドークロスに関わる一連の事件とその計画のリーダーであり、すべての変態人妻の生産者を名乗る。リズとはかつて親友同士で、ヨシダとも過去に面識があったらしい。リズの血を半分引くヨシダは愛おしい存在であると同時に、忌み子と見なして激しい憎悪を向けている。
学生時代はリズと同じお嬢様学校であるミリオン女神女学院に通っていた生徒で、その頃からリズに強く憧れており、リズがポロリ発作を発症して学校内部で孤立してからも彼女の傍に寄り添っていた。
カバネ
「神秘の妻」。ヨシダ父子が管理する団地のオーナーにして、世界中の土地を所有する大地主の女性であり、「グランドマスター」を自称する。怪しい祈祷師のような姿で点滴をしている他、自己啓発セミナーに通っており、カルトじみた言動をよく繰り返している。
その正体は反社組織のボスで、かつては悪の統領らしいカリスマ性の持ち主であったが、夫が他界し、未亡人となった自身も末期がんに侵されたことでスピリチュアルに傾倒するようになってしまった結果、組織は迷走状態に陥った。
憂国商事の真実とその目的等から、本作における全ての悪行に関わる、諸悪の権化とされている。
ライコウ
「機械の妻」。拘束衣に身を包み、頭に数本もの電極を差し込んでいる女性。リビドークロスの開発に関わる技師で、元は18歳の若さで最高峰のAIとBMIパワードスーツを開発した天才とされていた。しかし現在は夫（自身が開発したAI「ダンナ-11OT」）と引き離され、団地の地下空間に軟禁状態とされており、ハイバラに対して強い殺意を向けている。
かつてはネザコやリズと同じアンゴルモア憂国大学の生徒で、共振石の開発に興味を示すが、その時起きたトラブルが原因で退学処分になってしまう。後に「リビドークロス」を開発し、これを反社組織に売り飛ばして研究費を稼いでいたが、兵器密売のタレコミを受けて乗り込んだ刑事を怒り任せに殴り倒し、この時刑事を殺してしまったと思ったため、とある山中に死体と凶器を遺棄しようとしたが、そこに待ち伏せしていたハイバラとカンザキに遭遇し、「組織」のアジトに来るよう命じられ、それを拒否するものの、カバネとシラカゲによって夫を人質にされた映像を見せられたことでやむなく投降し、現在に至る。

#### 関係者
ヨシダ リズ
ヨシダの母親。本人は変態人妻ではないが、実はリビドークロスの要である共振石を開発した張本人とされている。表向きでは長らく行方不明となっていたが、団地の地下空間にある共振石の開発室で植物状態になっていた。
学生時代は当時通っていたミリオン女神女学院の生徒の中で品行方正で容姿端麗、頭脳明晰、博愛精神と人類の理想像とも言うべき人間と謳われていたが、ある日の授業に教師のミスでテレビに流れた『ドジうさポロリ』を見たことでポロリ発作を発症してしまい、学校内部での信用や威厳を完全に失ってしまう。後にネザコと共に入学したアンゴルモア憂国大学でライコウの協力も得て、共振石の開発に取り掛かるも、それが難航して教授に援助を申し出るも断られ、その時のトラブルから素行不良で退学となり、両親から厳しく叱られた後に失意のまま家出し、行方不明となる。
しかし姿を眩ましていた数年もの間に「今までは優等生の自分を演じていただけ」、「下品な自分こそが本当の自分」としてポロリ発作を受け入れ、団地の管理人と結婚し、一児（マモル）の母親となった。
催眠豚1号（本名不明）
ハイバラの催眠術に操られ、彼女と同棲をしている女性。これは共振石が人妻しか使えないという使用条件を満たすためにハイバラの夫役として選ばれた。

### その他
カンザキ
声 - 優木かな
憂国商事のセールスレディ。強引な押し売りから、住人でないにも関わらず人妻危険度ランクAとされている。
カンザキ夫
妻であるカンザキと団地の隣町のアパートで暮らしている男性。妻のことは「カンちゃん」と呼んでいる。
元々は公安の刑事で、兵器を密売しているライコウの元へ乗り込むが、彼女の夫であるPCを証拠品として押収しようとした際、これに激昂したライコウにHDDで殴り倒されてしまう。彼を誤って殺してしまったと思ったライコウによって山中に埋められそうになるも、ライコウを組織のアジトへ勧誘するために現れたカンザキから気に入られ、意識を失っていた間に一夜を共にし、夫役を頼まれた。

## 書誌情報
- 搾精研究所（原作）・丈山雄為（漫画）『淫獄団地』KADOKAWA〈ドラゴンコミックスエイジ〉、既刊8巻（2025年6月9日現在）
  1. 2021年6月9日初版発行（6月8日発売[2]）、ISBN 978-4-04-074114-7
  2. 2021年11月9日初版発行（同日発売[9]）、ISBN 978-4-04-074308-0
  3. 2022年6月9日初版発行（同日発売[10]）、ISBN 978-4-04-074561-9
  4. 2023年1月7日初版発行（同日発売[6]）、ISBN 978-4-04-074836-8
  5. 2023年8月9日発売[11]、ISBN 978-4-04-075075-0
  6. 2024年3月8日発売[12]、ISBN 978-4-04-075368-3
  7. 2024年10月9日発売[13]、ISBN 978-4-04-075641-7
  8. 2025年6月9日発売[14]、ISBN 978-4-04-075966-1

## ボイスドラマ
淫獄団地 母性たっぷりな人妻にめちゃめちゃ甘やかされて、ダメ人間にされちゃうASMR
ボイスドラマ配信アプリ『mimicle』で2022年7月29日配信の有料ボイスドラマ。
- 声優 - アイゼンママ/優木かな
- シナリオ - Drop、長友一馬（エレファンテ）
- イラスト - 丈山雄為、羽島ぴよこ（彩色）